# بیلی بومونت
بیلی بومونت (انگلیسی: Billy Beaumont; ۹ نوامبر ۱۸۸۳ – ۱۹ نوامبر ۱۹۱۱) بازیکن فوتبال اهل پادشاهی متحد بریتانیای کبیر و ایرلند بود.
از باشگاه‌هایی که در آن بازی کرده‌است می‌توان به باشگاه فوتبال پورتسموث، باشگاه فوتبال ساوت‌همپتون، و باشگاه فوتبال سوئیندون تاون اشاره کرد.